# Милош Земан
Милош Земан (чеш. Miloš Zeman; Колин, 28. септембар 1944) чешки је политичар. Он је бивши председник владе и бивши председник Чешке Републике. На функцији председника је био од 2013. до 2023. године.

## Биографија
Милош Земан је рођен у Колину 28. септембра 1944, као син поштанског радника Јозефа Земана, и његове супруге Марије рођене Скоканове, која је била учитељица. Његови родитељи су се развели кад је он имао две године, па су га одгајивале мајка и бака по мајци.
У времену комунистичке владавине радио је као економски прогностик. Деведесетих година постао је председник Чешке социјалдемократске партије, а између 1998. године и 2002. године био је председник чешке владе. Критикован је због потписивања Опозиционог споразума са председником најутицајније десничарске странке ОДС, Вацлавом Клаусом. Године 2002. био је кандидат за председника републике, али га је на изборима победио Клаус. После тога је најавио да ће се повући из политике и даље живети као пензионер. Ипак је 2010. године постао председник мале формације — Партије права грађана, која је Земана предложила за изборе 2013. године као председничког кандидата.
Земан је био један од фаворита председничких избора 2013. По проценама од краја 2012. године очекивало се да ће проћи у 2. круг. У првом кругу је добио највише гласова (24%). Према незваничним резултатима, у другом кругу председничких избора 26. јануара 2013. године победио је противкандидата деснице Карела Шварценберга, освојивши око 55% гласова.
Земан је први председник Чешке који је изабран директним изборима, његове претходнике је бирао парламент.
Крајем 2022 године је изјавио за медији да после истека председничког мандата одлази у политичку пензију.
Одласком Милоша Земана у председничку пензију са чешке политичке сцене отишла је последња велика, изразита личност која је после пада комуниста 1989. године дала печат целом периоду транзиције и промене из тоталитарне у демократску државу, прво као премијер, а затим као први директно изабрани председник

## Став о Косову и пријатељство са Србијом
Земан се противи постојању чешке амбасаде на Косову, и одбија да пошаље тамо амбасадора. Он је рекао да је против признања Косова и описао га као терористичку државу која је финансирана продајом дроге. Током посете Београду 2014. године, он је изјавио да се противи формирању војске Косова, изједначавајући је са ОВК. Он је коментарисао историју терористичких аката које је починила ОВК и напоменуо да је њено распуштање саставни део мировних споразума. Током исте посете, он је рекао да се нада да ће Србија ускоро приступити Европској унији.
У 2020. години додељен му је Орден Републике Србије.
У мају 2021, током Вучићеве посете Чешкој, председник Чешке Милош Земан рекао је на конференцији у Прагу да је „бомбардовање Југославије било грешка, извинио се и замолио српски народ да му опрости”.

## Лични живот
Седамдесетих година Земан је био ожењен Бланком Земановом; пар се развео 1978. Године 1993. оженио се својом асистенткињом Иваном Беднарчиковом (1965).
Из првог брака има одраслог сина Давида. Његова ћерка из другог, Катерина Земанова (1994), била је једно од највидљивијих лица у Земановом тиму за председничке изборе. Када су га питали о својим верским уверењима, он себе описује као „толерантног атеисту“.
Земан је велики обожавалац алкохола и дугогодишњи стални пушач. Он је само мало смањио конзумацију алкохола и цигарета након што му је дијагностикован дијабетес 2015. године, такође болује од дијабетичне неуропатије стопала, која му ствара потешкоће при ходању.